# Ropalidia principalis
Ropalidia principalis är en getingart som beskrevs av Kojima 2001. Ropalidia principalis ingår i släktet Ropalidia och familjen getingar. Inga underarter finns listade i Catalogue of Life.